# Kubova Huť
Kubova Huť è un comune della Repubblica Ceca facente parte del distretto di Prachatice, in Boemia Meridionale.